# Crepúsculo (álbum)
Crepúsculo es el octavo álbum de estudio de Duncan Dhu, publicado en 2001. Con una vuelta a los orígenes y al estilo más tradicional del grupo, de manera sencilla y con algunos arreglos de cuerda, Erentxun y Vasallo cierran una etapa, con un álbum que consta de dieciséis canciones más otras cinco incluidas en un CD denominado Crudités.
La portada fue realizada por el donostiarra Javier Aramburu. En total son dieciséis nuevas canciones de Duncan Dhu en un álbum que destila nostalgia y que fue grabado entre en Francia y Londres en apenas cuatro meses. El que a la postre resultó ser la despedida formal del grupo donostiarra, contó con la producción de Suso Sáiz, quien ya había colaborado en los primeros trabajos de la banda, junto a la participación de la mayoría de los músicos que acompañaron a Duncan Dhu a lo largo de sus quince años de trayectoria artística.

## Lista de canciones

### Disco 1 (55' 7")
1. Nada - 3:30
2. Siempre (al abandonarnos) - 4:13
3. Desnuda - 2:51
4. Nunca me enamoraría de noche (Jack Nicholson no miente) - 3:50
5. Como dioses pequeños - 3:04
6. Aguas tranquilas - 3:16
7. Acuérdate - 5:00
8. Te quiero - 3:02
9. Lobos - 3:45
10. Piezas (pensando en ti todo encaja otra vez) - 2:26
11. Y la tarde está muriendo - 3:40
12. Hasta que la luz nos despierte - 3:50
13. Y es que el amor - 3:43
14. Imagino - 2:26
15. Tú - 3:13
16. Balada - 3:37

### Disco 2 (18' 50")
1. Puede que el tiempo nos estafara
2. Andando sobre el polvo
3. Despacio
4. Oscuro día
5. Todo se desvanece (al amanecer)